# Barend Chapon
Barend Chapon (Amsterdam, 4 augustus 1884 - Bloemendaal, 2 februari 1943) was makelaar in effecten, voorzitter van de Nederlands Israëlitische Gemeente Haarlem, voorzitter van het Nederlands Israëlitisch Joles Ziekenhuis, voorzitter van het Synagogaal Ressort Noord-Holland en lid van de afdeling Haarlem van de Joodse Raad.
Chapon was gemeenteraadslid van Heemstede namens de SDAP en vanuit deze functie initiatiefnemer voor de bouw van Tuinwijk-Zuid. Chapon was in 1908 gehuwd met Mietje Zilverberg (1881-1943) en had vijf kinderen.
Chapon werd na de aanslag op Alois Bamberger als vergelding in 1943 gefusilleerd bij het kopje bij Bloemendaal. Zijn kinderen Jenny, Hans en Zusje werden met zijn vrouw door de Duitse bezetter opgepakt en in Auschwitz vermoord. Zijn twee andere kinderen, Selma en Jules Chapon overleefden de oorlog.